# سیسترن

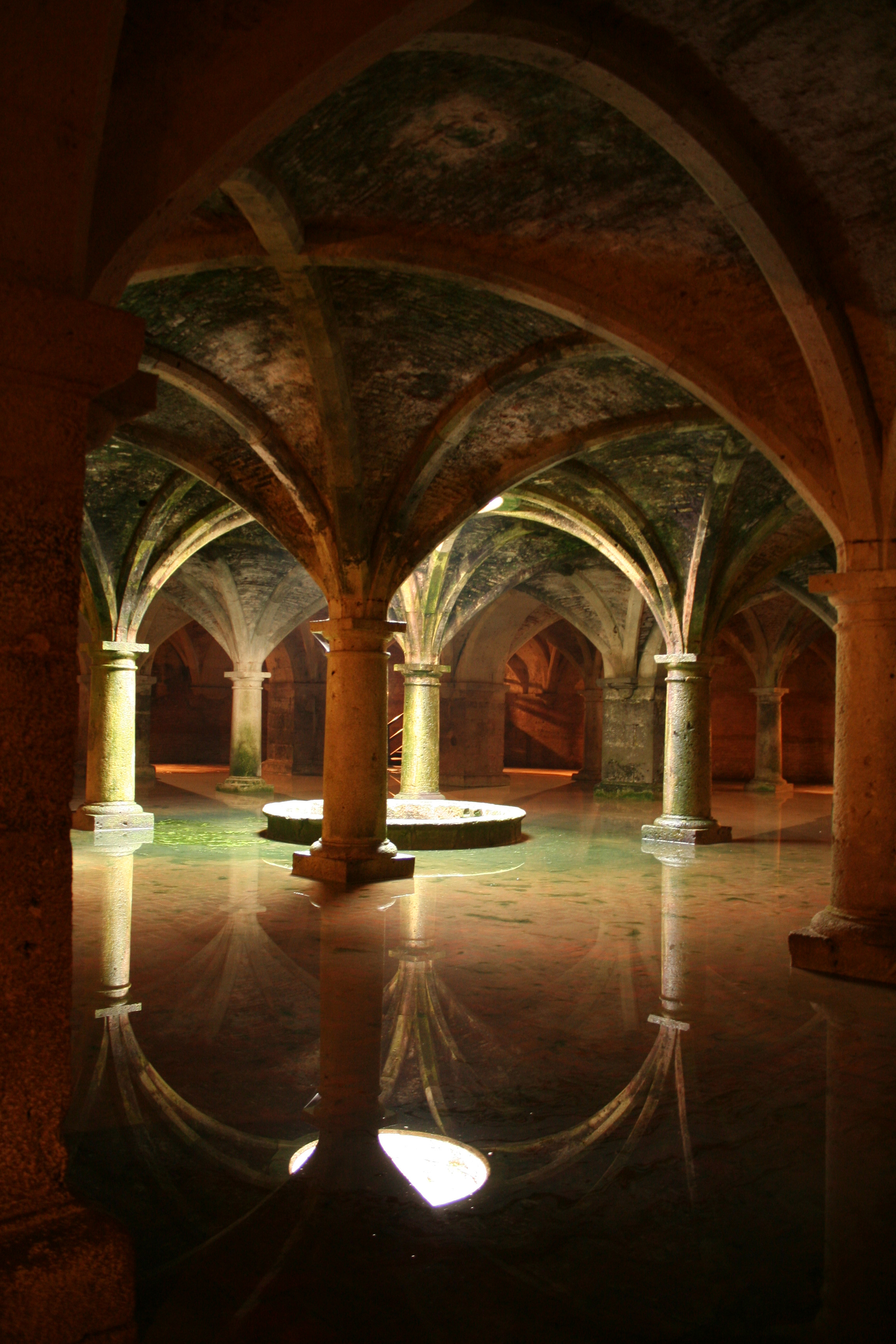
سیسترن پرتغالی در الجدیده مراکش

سیسترن (cisterne از (به لاتین: cisterna) به معنی جعبه از (به یونانی: κίστη) به معنی سبد) نوعی آب‌انبار بود که برای ذخیره آب باران ساخته می‌شد. سیسترن‌ها در معماری قرون میانی اروپا، خاورمیانه و شمال آفریقا معمول بودند.